# Lacina Traoré
Lacina Traoré (ur. 20 maja 1990 w Abidżanie) – iworyjski piłkarz, który występował na pozycji napastnika. 
W latach 2012–2015 reprezentant Wybrzeża Kości Słoniowej. Mistrz Afryki w 2015 roku oraz Uczestnik Pucharu Narodów Afryki w 2013 roku.

## Kariera klubowa
Traore karierę rozpoczynał w akademii ASEC Mimosas, by w 2007 roku zostać zawodnikiem Stade d’Abidjan. 
Do Europy trafił w 2008 roku, podpisując kontrakt z rumuńskim CFR Cluj. W 2011 roku kupił go Kubań Krasnodar, skąd rok później przeniósł się do Anży Machaczkała. Na początku 2014 roku związał się z francuskim AS Monaco. W trakcie pobytu w Monako przebywał na wypożyczeniach w takich klubach jak: Everton, CSKA Moskwa. Sporting Gijon i Amiens SC.
W późniejszym okresie występował również w takich klubach jak: Újpest FC, CFR Cluj, Bandirmaspor czy Varzim.
1 lipca 2023 roku zakończył piłkarską karierę.